# Eudonia pachysema
Eudonia pachysema là một loài bướm đêm trong họ Crambidae.